# Makwa (Saskatchewan)
Makwa es un pueblo canadiense situado en la provincia de Saskatchewan.

## Superficie
Makwa tiene una superficie de 0,58 km².

## Demografía
En 2021, tenía 78 habitantes, una densidad poblacional de 133,8 hab./km², y 47 viviendas.